# هاریبو
هریبو (انگلیسی: Haribo) شرکت قنادی آلمانی است، که در سال ۱۹۲۰ توسط هانس ریگل تأسیس شد.